# 得迫尔口岸
12°25′41″N 107°33′28″E / 12.428029°N 107.557656°E
得迫尔口岸，是越南得農省得明县顺安乡的一个边境口岸。该口岸与柬埔寨蒙多基里省贝振达县的南里尔口岸相接。2018年11月8月，越南、柬埔寨双方同意将得迫尔与南里尔口岸升格为国际口岸。